# عز الدين المجيد
عز الدين محمد حسن المجيد (1960 -) ضابط عراقي برتبة رائد، كان في الحرس الجمهوري الخاص حتى سنة 1991م، حين أُحيلَ على التقاعد، وغادر العراق ثم عاد إليه سنة 1993 فتعرّض لمحاولة اغتيال، قُتلَ فيها أخوه وائل، وذكرت حرير حسين كامل أن وائلاً قُتلَ بقنبلة بسبب خلاف تجاري بينه وبين رجل من آل خطاب من نفس العشيرة، وفي ليلة الثامن فالتاسع من آب سنة 1995م كان عز الدين رابع أربعة رجال غادروا إلى الأردن سرّاً، هم أبناء عمّه حسين كامل حسن المجيد وصدام كامل حسن المجيد وعبد الحكيم كامل حسن المجيد، وذكرَ هادي حسن عليوي أن حسين كامل أخبر عز الدين بأن صدام حسين وافق على سفرهم، وفي 19 شباط سنة 1996م عاد حسين كامل وإخوته إلى بغداد، ولم يرجع عز الدين معهم، بل كان في تركيا، غيرَ أن أربعة من أولاده، وزوجته، وهي إلهام كامل أخت حسين كامل، قُتلوا مع حسين كامل. وذكرت حرير بنت حسين كامل أن عز الدين كان قد حذّر حسين كامل من العودة وخاف عليهم من القتل إن عادوا، وقال لحسين «مِنْ ترجع تنذبح أبو علي (سوف تُقتل حين ترجع يا أبا عليّ)» فأجابه حسين «صار لي سبعة شهور هنا.. أنذبح ببلدي وبين أهلي أشرف لي، سُجن مزاحم المجيد بديلاً من أخيه عز الدين 8 سنوات، من سنة 1995 حتى 2003،

## في الأردن
لمّا عاد عز الدين من تركيا أو سوريا إلى الأردن ووجد أن حسين كامل ذهب إلى بغداد، لم يقتنع عز الدين باللحاق بهم.

### مع المعارضة العراقية
روى صلاح عمر العلي أنه كان في عمّان مجتمعاً مع حسين كامل حين كان في الأردن، وكان عز الدين حاضراً، قال صلاح عمر «أذكر أنه في إحدى الجلسات وكان حاضراً ابن عمه عز الدين، وهو ضابط في الحرس الجمهوري خرج معه، وكان الحديث يدور حول صدام. عز الدين شخص محترم وقليل الكلام. كنا على الغداء وكلما مرّ اسم صدام على لسانه كان حسين كامل يقول السيد الرئيس. وعز الدين صامت. فجأة انفعل عز الدين وقال له:» السيد الرئيس؟«أجابه:» طبعاً«. فقال عزالدين:» والله لو أمسكت السيد الرئيس هذا لأفرم رأسه بالماكينة التي تفرم اللحم، إنه مجرم، عن أي السيد الرئيس تحكي، ماذا فعل بنا؟«. رد حسين كامل:» هذه قناعتك وأنا قناعتي شيء آخر""،

### مع الأمم المتحدة

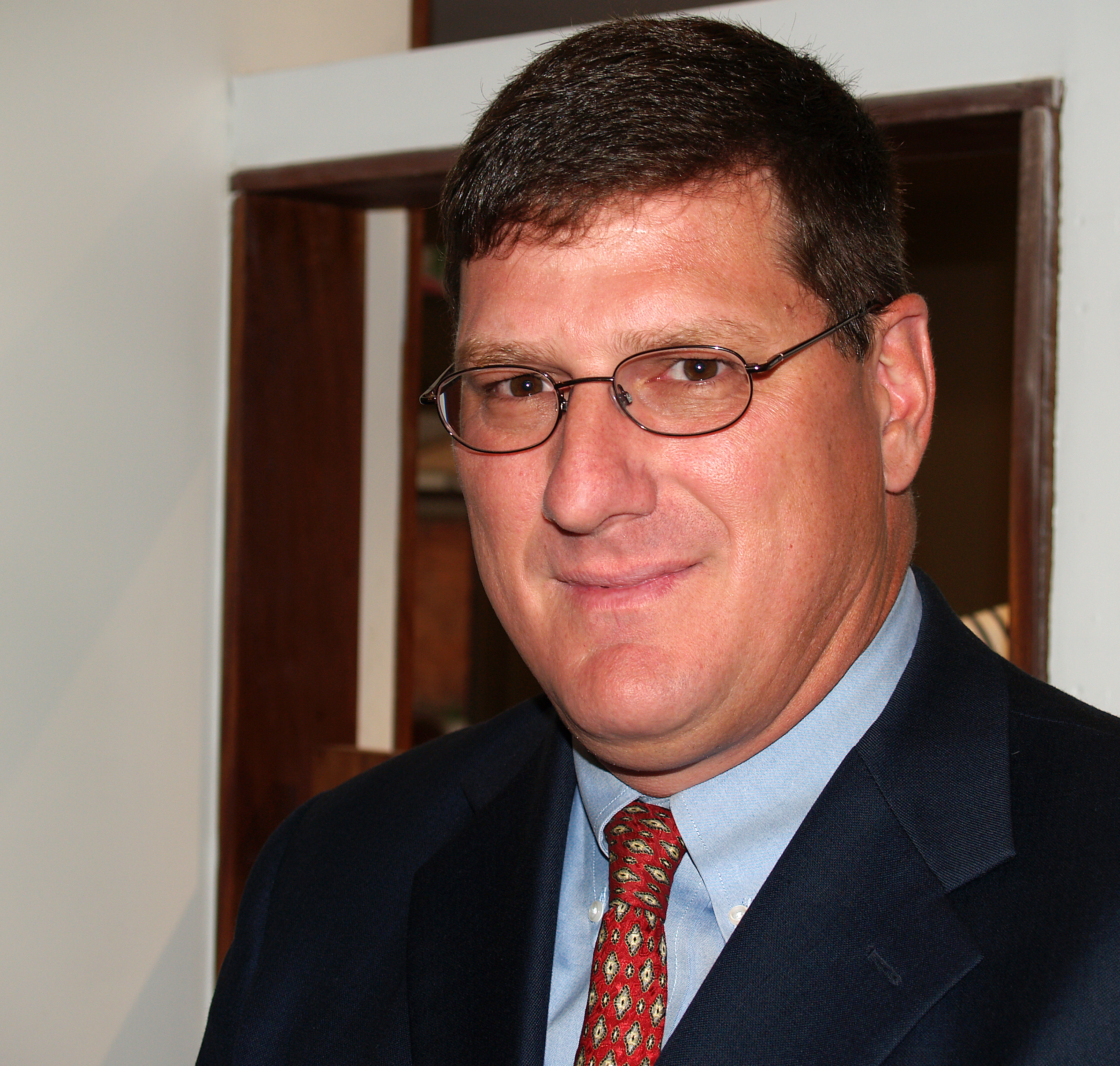
مفتش أسلحة الأمم المتحدة في العراق للبحث عن أسلحة التدمير الشامل من 1991 إلى 1998

بعد جولات تفتيش كثيرة واسعة في أرجاء العراق من أوائل التسعينات إلى سنة 1994، أَوْشكَ مفتشو الأمم المتحدة أن يُعلنوا أن حكومة العراق قد أتلفت أسلحتها ذات الدمار الشامل، متوقعين رفع الحصار سنة 1995، لولا إعلان حسين كامل في شهر آب سنة 1995 عن استمرار وجود أسلحة دمار شامل في العراق، فانفتح باب جديد للأمم المتحدة لاستئناف التفتيش الذي آلَ إلى غارة ثعلب الصحراء سنة 1998، سارعَ مفتشو الأمم المتحدة إلى مقابلة حسين كامل في الشهر الأول من إقامته في الأردن، وذكر لهم حسين ما يناقض أقوال حكومة صدام بإتلاف أسلحتها، قال سكوت ريتر "في اجتماع شديد الخصوصية حضره أكيوس ونكيتا سميدوفتش، "أفشى حسين كامل كِذبة حكومة العراق أنها قد أتلفت كل إمكاناتها لتشغيل صواريخ بالستية منذ سنة 1991، وأفشى لهم بأنه يعلم ببقاء قاذفتَي صواريخ، إحداهما مفككة والأخرى كاملة التركيب، وقال لهم إن القاذفتين عند الحرس الجمهوري الخاص...قال لهم حسين إن رجلاً من مجموعته كانت له مزرعة أُخفيَ فيها قالَبَا صواريخ، سوف أناديه الآن"، وبعد دقائق أُحضرَ إلى الغرفة رجلٌ أجَشّ في أواخر الثلاثين، اسمُه عز الدين محمد حسن عبد المجيد، كان سابقاً في حرس صدام الجمهوري الخاص، لم أكن حاضراً في الاجتماع، ولكن شهادة عز الدين الموجزة أثرت بعدئذٍ على أنشطتي في العراق مدةً طويلة، قال عز الدين "أتذكرُ أن قالبين أُخفيا في مزرعتي ثم أُخِذا سنة 1992" وقال إنه لا يدري بأمر الصواريخ البالستية، ولذلك لم يُعبأ كثيراً بقول عز الدين، وسرعان ما أُمرَ بمغادرة الغرفة، وبعد رجوع حسين كامل إلى العراق، ومقتله، أصبح عز الدين الشاهد الوحيد على ادعاء بقاء الأسلحة، فاستعان به المفتشون وأرشدهم إلى مزرعته غرب بغداد في أطراف أبو غريب ونصحهم بالبحث في مزرعة العوجة، كما استفادت من خبرته حركة الوفاق الوطني العراقي التي كانت تعارض صدام، وفي يوم 15 كانون الأول سنة 2021، قال الضابط الكويتي فيصل الجزاف، مسؤول ملف الأسرى والمفقودين الكويتيين إنه التقى عز الدين حين كان بالأردن، وقال له عز الدين إنه سمع من سبعاوي إبراهيم الحسن أن الأسرى الكويتيين الذين كانوا لا يزالون حينئذٍ في العراق قُتلَ نصفهم. وفي شهر كانون الأول سنة 1996، توجهت مفرزة تفتيش بأمر سكوت ريتر إلى مزرعة عز الدين، ووجدوا فيها بقايا القالبين وآثاراً لمواد أخرى تحت مرآب المزرعة، فاتخذوا ذلك دليلاً على عدم التزام حكومة العراق وانتهت مرحلة التفتيش هذه بغارة ثعلب الصحراء سنة 1998.

## اللجوء
توجّهَ عز الدين إلى إنكلترا لاجئاً مع زوجة أخرى وأربعة أولاد، فحصل على اللجوء سنة 2000، وصار له بيت في قرية برامهوب في مدينة ليدز، وسأل بعضُ أعضاء المجلس البلدي عن سبب منحه اللجوء وكان جواب السلطة أن عزَّ الدين صادقٌ وأنه يجب على المجلس البلدي القبول بذلك، وقد امتنعت حينئذٍ الداخلية البريطانية عن التعليق على المسألة، ومنذئذٍ أخذ عز الدين يتنقلُ بين الإمارات والأردن،

## المعارضة
في شهر تموز سنة 2002 أُعلنَ في الدنمارك عن تأسيس المجلس الأعلى للخلاص الوطني، وأن في مقدمة أعضائه عز الدين المجيد ووفيق السامرائي ونزار الخزرجي، معارضين لحكومة صدام حسين، وقُبيل الغزو الأمريكي للعراق حين كانت قوات التحالف تحتشد للغزو نشرت صحيفة الزمان في يوم 2 تشرين الثاني سنة 2002، تعليقاً من عز الدين على رسالته التي أرسلها إلى الرئيس صدام ودعاه فيها إلى الاستقالة، ذكر عز الدين أنه يريد بدعوة الاستقالة تجنيب العراق كارثة مدمرة، وأنه لا يبحث عن دور أو غرض، وأنه يوجد منافقون يحيطون بالرئيس ويحرضونه على التمادي في عناده وحثّ صدام حسين على «الوقوف وقفة رجولية من أجل انقاذ العراق مما يمكن أن يلحق به من دمار»، كما دعا عز الدين في رسالة أخرى الحرسَ الجمهوري إلى إنقاذ أنفسهم والعراق وشعبه من مآسي قادمة،

## بعد الاحتلال
عاد عز الدين إلى العراق بعد الاحتلال الأمريكي في شهر نيسان سنة 2003، وسئل عما يفعله حينئذٍ في العراق فقال «أنا عراقي عادي، واشتقت إلى البلد، فعدت اليه بعد أن تحرر وخلت فيه الأخطار على حياة الناس»، ثم أسس حزب الإنقاذ، وبادر إلى تشكيل جبهة للخلاص العراقي الوطني ذُكر في بيانها الذي نشرته جريدة الشروق يوم 18 حزيران سنة 2005م «سلطة الاحتلال والقوى العراقية الدائرة في فلكه تعمل على إعادة إنتاج مشروعها الطائفي التقسيمي القديم بثياب جديدة بغية الخروج من مأزقها وتعمل على تكريس الغرائز الدينية والمذهبية لتكون بديلا عن الوعي الوطني الديمقراطي خاصة أن الأشهر التي مضت على الاحتلال قد أدت إلى خلق نوع من الانفكاك الشعبي عن تلك القوى بعد انكشاف خواء برامجها السياسية، إن جبهة الخلاص الوطني ستتصدى لمثل هذه المشاريع قبل أن تصبح واقعاً سياسيا»، وفي يوم 6 تموز سنة 2004، نفى عز الدين ما ذكرته صحيفة أمريكية قالت إن عز الدين ومعه فاتك المجيد قائدان من قادة مقاومة الاحتلال الأمريكي، وقال إن هذه شائعات تنشرها «الأحزاب المقربة من الأمريكيين في العراق، وخاصة تلك الأحزاب التي جاءت من إيران، والتي تريد الاستحواذ على كل شي في العراق وتريد جعل إيران تحتلنا بطريقة غير مباشرة»، وذكر حينئذٍ إمكانية تشكيل حكومة في المنفى إن عجزت الحكومة العراقية المؤقتة عن واجبتها، وفي يوم 13 كانون الأول سنة 2004، أَعلنَ رئيس الوزراء إياد علاوي والقوات المتعددة الجنسيات عن اعتقال عز الدين في مدينة الفلوجة بتهمة التورط بأحداث الفلوجة، وتمويل جماعات إرهابية، ونقلت جريدة سي أن أن يوم 9 كانون الأول سنة 2004 عن مسؤولين أمريكيين أن المخابرات الأمريكية مقتنعة بأن عز الدين بيده عدة مليارات من الدولارات، وأنه يستعملها لتأييد مقاومة الاحتلال الأمريكي في العراق، وقال مزاحم المجيد أخو عز الدين في 15 كانون الأول سنة 2004 إن إخاه عز الدين لم يُعتقل في الفلوجة بل في الرمادي في الساعة 23:30 ليلاً لمخالفته حظر التجوّل، وإن سبب اعتقال عز الدين أنه رفض أن يلتقي بأياد علاوي في عمّان، وقال مزاحم في 7 تموز سنة 2005، إن أخاه اُعتقل في أواخر تشرين الثاني سنة 2004 في سجن أمريكي ولم تُوجّهْ له تهمة، حين اُعتقِل صدام حسين، سئل عز الدين عما يتوقعه أن يكون قرار المحكمة؟ فقال «إذا حوكم في العراق فسوف يعدم، ولا اتمنى ذلك...نعم لقد قُتلت زوجتي واطفالي الأربعة وأريد ان أقول لك شيئا مُهمّا هو أنني لست سعيدا بالقاء القبض على صدام حسين بالرغم من كل ما حدث لي ولعائلتي، وبالرغم من كل ما حدث للعراق والعراقيين، انا شخصيا، وهناك غيري، كنت اتمنى ان يقاتل صدام حسين حتى يقتل مثلما عوّدنا كرجل مقاتل»، وقال «إني عفوت عن الذين قتلوا أبنائي...إني أبغض العنف بغضا شديدا»، نقلت صحيفة بي بي سي أن عز الدين سعى إلى تسهيل لجوء بنات الرئيس صدام إلى لندن بعد الاحتلال الأمريكي البريطاني، وروى جلال الطالباني أن عز الدين قابله وشكى له صعوبة أحوال عائلة صدام، فقال له جلال "اذهب وأخبر السيدة ساجدة بأن تأتي مع بناتها وكل أفراد عائلتها وسأخصص لهم قصرا في منتجع دوكان، وأنا أتكفل استضافتهم وحمايتهم"، عز الدين محمد حسن المجيد هو ابن ابن عم صدام حسين المجيد، ذُكر أنه لُقّبَ «درع الرئيس»، [وفقًا لِمَن؟].